# Pterastericola astropectinis
Pterastericola astropectinis är en plattmaskart som beskrevs av Bashiruddin och Tor Karling 1970. Pterastericola astropectinis ingår i släktet Pterastericola, och familjen Pterastericolidae. Arten är reproducerande i Sverige.